# Record sudamericani del nuoto
I record sudamericani di nuoto rappresentano le migliori prestazioni ottenute dai nuotatori delle nazioni appartenenti alla federazione sudamericana di nuoto. Essi vanno perciò distinti dai record americani, che oltre a quelli sudamericani comprendono anche quelli nordamericani e centroamericani.
(Dati aggiornati al 23 ottobre 2022)

## Vasca lunga (50m)

### Uomini
| Gara                     | Tempo    | +                   | Atleta                                                                                                   | Nazionalità | Data                         | Evento                              | Luogo                            | Ref           |
| ------------------------ | -------- | ------------------- | --- | ----------- | ---------------------------- | ----------------------------------- | -------------------------------- | ------------- |
| Stile libero             |          |                     | |             |                              |                                     |                                  |               |
| 50 m                     | 20"91    | Record mondiale     | César Cielo Filho                                                                                        | Brasile     | 18 dicembre 2009             | Campionati brasiliani               | San Paolo, Brasile               | [ 1 ]         |
| 100 m                    | 46"91    | Record panamericano | César Cielo Filho                                                                                        | Brasile     | 30 luglio 2009               | Campionati mondiali                 | Roma, Italia                     | [ 2 ]         |
| 200 m                    | 1'44"66  |                     | Fernando Scheffer                                                                                        | Brasile     | 27 luglio 2021               | Giochi olimpici                     | Tokyo, Giappone                  |               |
| 400 m                    | 3'43"31  |                     | Guilherme Costa                                                                                          | Brasile     | 18 giugno 2022               | Campionati mondiali                 | Budapest, Ungheria               |               |
| 800 m                    | 7'45"48  |                     | Guilherme Costa                                                                                          | Brasile     | 21 giugno 2022               | Campionati mondiali                 | Budapest, Ungheria               |               |
| 1500 m                   | 14'48"53 |                     | Guilherme Costa                                                                                          | Brasile     | 25 giugno 2022               | Campionati mondiali                 | Budapest, Ungheria               |               |
| Dorso                    |          |                     | |             |                              |                                     |                                  |               |
| 50 m                     | 24"44    |                     | Daniel Orzechowski                                                                                       | Brasile     | 24 aprile 2012               | Trofeo Maria Lenk                   | Rio de Janeiro, Brasile          | [ 3 ]         |
| 100 m                    | 52"95    | b                   | Guilherme Guido                                                                                          | Brasile     | 22 luglio 2019               | Campionati mondiali                 | Gwangju, Corea del Sud           | [ 4 ]         |
| 200 m                    | 1'56"40  | sf                  | Omar Pinzón                                                                                              | Colombia    | 30 luglio 2009               | Campionati mondiali                 | Roma, Italia                     | [ 5 ]         |
| Rana                     |          |                     | |             |                              |                                     |                                  |               |
| 50 m                     | 26"33    | Record panamericano | Felipe Lima                                                                                              | Brasile     | 9 giugno 2019                | Mare Nostrum                        | Montecarlo, Monaco               |               |
| 100 m                    | 59"01    | b                   | Felipe França Silva                                                                                      | Brasile     | 6 agosto 2016                | Giochi olimpici                     | Rio de Janeiro, Brasile          | [ 6 ]         |
| 200 m                    | 2'08"44  |                     | Henrique Barbosa                                                                                         | Brasile     | 6 maggio 2009                | Trofeo Maria Lenk                   | Rio de Janeiro, Brasile          | [ 7 ]         |
| Farfalla                 |          |                     | |             |                              |                                     |                                  |               |
| 50 m                     | 22"60    |                     | Nicholas Santos                                                                                          | Brasile     | 11 maggio 2019               | FINA Champions Swim Series          | Budapest, Ungheria               |               |
| 100 m                    | 50"65    | sf                  | Albert Subirats                                                                                          | Venezuela   | 31 luglio 2009               | Campionati mondiali                 | Roma, Italia                     | [ 8 ]         |
| 200 m                    | 1'53"92  |                     | Kaio de Almeida                                                                                          | Brasile     | 8 maggio 2009                | Trofeo Maria Lenk                   | Rio de Janeiro, Brasile          | [ 9 ]         |
| Misti                    |          |                     | |             |                              |                                     |                                  |               |
| 200 m                    | 1'55"55  |                     | Thiago Pereira                                                                                           | Brasile     | 30 luglio 2009               | Campionati mondiali                 | Roma, Italia                     | [ 10 ]        |
| 400 m                    | 4'08"86  |                     | Thiago Pereira                                                                                           | Brasile     | 2 agosto 2009 28 luglio 2012 | Campionati mondiali Giochi olimpici | Roma, Italia Londra, Regno Unito | [ 11 ] [ 12 ] |
| Staffette a stile libero |          |                     | |             |                              |                                     |                                  |               |
| 4x100 m                  | 3'10"34  |                     | Gabriel Santos (48"30) Marcelo Chierighini (46"85) César Cielo Filho (48"01) Bruno Fratus (47"18)        | Brasile     | 23 luglio 2017               | Campionati mondiali                 | Budapest, Ungheria               | [ 13 ]        |
| 4x200 m                  | 7'04"69  |                     | Fernando Scheffer (1'45"52) Vinicius Assunção (1'46"44) Murilo Sartori (1'46"34) Breno Correia (1'46"39) | Brasile     | 23 giugno 2022               | Campionati mondiali                 | Budapest, Ungheria               |               |
| Staffetta mista          |          |                     | |             |                              |                                     |                                  |               |
| 4x100 m                  | 3'29"16  |                     | Guilherme Guido (53"78) Henrique Barbosa (58"68) Gabriel Mangabeira (50"48) César Cielo Filho (46"22)    | Brasile     | 2 agosto 2009                | Campionati mondiali                 | Roma, Italia                     | [ 14 ]        |

Legenda:  - Record del mondo;  - Record americano;

Record non ottenuti in finale: (b) - batteria; (sf) - semifinale; (s) - staffetta prima frazione.

### Donne
| Gara                     | Tempo    | +  | Atleta | Nazionalità | Data             | Evento                | Luogo                        | Ref    |
| ------------------------ | -------- | -- | --- | ----------- | ---------------- | --------------------- | ---------------------------- | ------ |
| Stile libero             |          |    | |             |                  |                       |                              |        |
| 50 m                     | 24"45    | sf | Etiene Medeiros | Brasile     | 12 agosto 2016   | Giochi olimpici       | Rio de Janeiro, Brasile      | [ 15 ] |
| 100 m                    | 54"03    |    | Larissa Oliveira | Brasile     | 19 aprile 2016   | Trofeo Maria Lenk     | Rio de Janeiro, Brasile      | [ 16 ] |
| 200 m                    | 1'56"37  |    | Maria Fernanda Costa                                                                                                 | Brasile     | 7 maggio 2024    | Campionati Brasiliani | Rio de Janeiro, Brasile      | [ 17 ] |
| 400 m                    | 4'02"86  |    | Maria Fernanda Costa                                                                                                 | Brasile     | 11 febbraio 2024 | Campionati mondiali   | Doha, Qatar                  | [ 18 ] |
| 800 m                    | 8'24"33  |    | Delfina Pignatiello                                                                                                  | Argentina   | 11 giugno 2019   | Mare Nostrum          | Canet-en-Roussillon, Francia |        |
| 1500 m                   | 15'51"68 |    | Delfina Pignatiello                                                                                                  | Argentina   | 15 giugno 2019   | Mare Nostrum          | Barcellona, Spagna           |        |
| Dorso                    |          |    | |             |                  |                       |                              |        |
| 50 m                     | 27"14    |    | Etiene Medeiros | Brasile     | 27 luglio 2017   | Campionati mondiali   | Budapest, Ungheria           | [ 19 ] |
| 100 m                    | 59"61    |    | Etiene Medeiros | Brasile     | 17 luglio 2015   | Giochi panamericani   | Toronto, Canada              | [ 20 ] |
| 200 m                    | 2'11"95  |    | Fernanda de Goeij | Brasile     | 7 agosto 2019    | Giochi panamericani   | Lima, Perù                   | [ 21 ] |
| Rana                     |          |    | |             |                  |                       |                              |        |
| 50 m                     | 30"28    | sf | Jhennifer Conceição                                                                                                  | Brasile     | 24 giugno 2022   | Campionati mondiali   | Budapest, Ungheria           |        |
| 100 m                    | 1'06"69  | b  | Macarena Ceballos | Argentina   | 25 luglio 2023   | Campionati mondiali   | Fukuoka, Giappone            | [ 22 ] |
| 200 m                    | 2'24"92  |    | Julia Sebastián | Argentina   | 17 aprile 2019   | Trofeo Maria Lenk     | Rio de Janeiro, Brasile      |        |
| Farfalla                 |          |    | |             |                  |                       |                              |        |
| 50 m                     | 25"85    | sf | Daynara de Paula | Brasile     | 31 luglio 2009   | Campionati mondiali   | Roma, Italia                 | [ 23 ] |
| 100 m                    | 56"94    |    | Gabriella Silva | Brasile     | 27 luglio 2009   | Campionati mondiali   | Roma, Italia                 | [ 24 ] |
| 200 m                    | 2'09"22  |    | Joanna Maranhão | Brasile     | 4 maggio 2017    | Trofeo Maria Lenk     | Rio de Janeiro, Brasile      | [ 25 ] |
| Misti                    |          |    | |             |                  |                       |                              |        |
| 200 m                    | 2'11"24  | sf | Joanna Maranhão | Brasile     | 23 luglio 2017   | Campionati mondiali   | Budapest, Ungheria           | [ 26 ] |
| 400 m                    | 4'37"51  |    | Georgina Bardach | Argentina   | 14 agosto 2004   | Giochi olimpici       | Atene, Grecia                | [ 27 ] |
| Staffette a stile libero |          |    | |             |                  |                       |                              |        |
| 4x100 m                  | 3'37"39  |    | Larissa Oliveira (54"67) Graciele Hermann (54"72) Etiene Medeiros (53"99) Daynara de Paula (54"01)                   | Brasile     | 14 luglio 2015   | Giochi panamericani   | Toronto, Canada              | [ 28 ] |
| 4x200 m                  | 7'52"71  |    | Maria Fernanda Costa (1'57"30) Stephanie Balduccini (1'57"64) Aline Rodrigues (1'59"73) Gabrielle Roncatto (1'58"04) | Brasile     | 15 febbraio 2024 | Campionati mondiali   | Doha, Qatar                  | [ 29 ] |
| Staffetta mista          |          |    | |             |                  |                       |                              |        |
| 4x100 m                  | 3'58"49  | sf | Fabíola Molina (1'00"08) Carolina Mussi (1'08"31) Gabriella Silva (56"25) Tatiana Lemos (53"85)                      | Brasile     | 1 agosto 2009    | Campionati mondiali   | Roma, Italia                 | [ 30 ] |

Legenda:  - Record del mondo;  - Record americano;

Record non ottenuti in finale: (b) - batteria; (sf) - semifinale; (s) - staffetta prima frazione.

### Mista
| Gara                     | Tempo    | + | Atleta                                                                                                  | Nazionalità | Data           | Evento                | Luogo                   | Ref |
| ------------------------ | -------- | - | --- | ----------- | -------------- | --------------------- | ----------------------- | --- |
| Staffetta a stile libero |          |   | |             |                |                       |                         |     |
| 4x100 m                  | 3'24"78  |   | Gabriel Santos (48"73) Vinicius Assunção (48"03) Giovanna Diamante (53"98) Stephanie Balduccini (54"04) | Brasile     | 24 giugno 2022 | Campionati mondiali   | Budapest, Ungheria      |     |
| Staffetta mista          |          |   | |             |                |                       |                         |     |
| 4x100 m                  | 3'45''51 |   | Guilherme Basseto (53"68) Felipe Lima (59"03) Giovanna Diamante (59"10) Larissa Oliveira (53"70)        | Brasile     | 25 aprile 2021 | Campionati brasiliani | Rio de Janeiro, Brasile |     |

Legenda:  - Record del mondo;  - Record americano;

Record non ottenuti in finale: (b) - batteria; (sf) - semifinale; (s) - staffetta prima frazione.

## Vasca corta (25m)

### Uomini
| Gara                     | Tempo    | +               | Atleta | Nazionalità           | Data              | Evento                        | Luogo                          | Ref    |
| ------------------------ | -------- | --------------- | --- | --------------------- | ----------------- | ----------------------------- | ------------------------------ | ------ |
| Stile libero             |          |                 | |                       |                   |                               |                                |        |
| 50 m                     | 20"51    |                 | César Cielo Filho                                                                                                | Brasile               | 17 dicembre 2010  | Campionati mondiali           | Dubai, Emirati Arabi Uniti     | [ 31 ] |
| 100 m                    | 45"74    |                 | César Cielo Filho                                                                                                | Brasile               | 19 dicembre 2010  | Campionati mondiali           | Dubai, Emirati Arabi Uniti     | [ 32 ] |
| 200 m                    | 1'41"32  |                 | Fernando Scheffer                                                                                                | Brasile               | 16 settembre 2022 | Trofeo José Finkel            | Recife, Brasile                |        |
| 400 m                    | 3'39"06  |                 | Alfonso Mestre                                                                                                   | Venezuela             | 16 dicembre 2021  | Campionati mondiali           | Abu Dhabi, Emirati Arabi Uniti |        |
| 800 m                    | 7'41"23  |                 | Guilherme Costa                                                                                                  | Brasile               | 17 settembre 2022 | Trofeo José Finkel            | Recife, Brasile                |        |
| 1500 m                   | 14'39"42 |                 | Guilherme Costa                                                                                                  | Brasile               | 14 settembre 2022 | Trofeo José Finkel            | Recife, Brasile                |        |
| Dorso                    |          |                 | |                       |                   |                               |                                |        |
| 50 m                     | 22"55    |                 | Guilherme Guido                                                                                                  | Brasile               | 26 ottobre 2019   | International Swimming League | Budapest, Ungheria             |        |
| 100 m                    | 48"95    |                 | Guilherme Guido                                                                                                  | Brasile               | 14 novembre 2021  | International Swimming League | Napoli, Italia                 |        |
| 200 m                    | 1'50"88  |                 | Omar Pinzón | Colombia              | 7 dicembre 2014   | Campionati mondiali           | Doha, Qatar                    | [ 33 ] |
| Rana                     |          |                 | |                       |                   |                               |                                |        |
| 50 m                     | 25"63    |                 | Felipe França Silva                                                                                              | Brasile               | 7 dicembre 2014   | Campionati mondiali           | Doha, Qatar                    | [ 34 ] |
| 100 m                    | 56"25    |                 | Felipe França Silva                                                                                              | Brasile               | 4 settembre 2014  | Trofeo José Finkel            | Guaratinguetá, Brasile         | [ 35 ] |
| 200 m                    | 2'02"58  |                 | Thiago Simon | Brasile               | 13 settembre 2016 | Trofeo José Finkel            | Santos, Brasile                | [ 36 ] |
| Farfalla                 |          |                 | |                       |                   |                               |                                |        |
| 50 m                     | 21"75    | Record mondiale | Nicholas Santos                                                                                                  | Brasile               | 6 ottobre 2018    | Coppa del Mondo               | Budapest, Ungheria             | [ 37 ] |
| 100 m                    | 49"44    |                 | Kaio de Almeida                                                                                                  | Brasile               | 11 novembre 2009  | Coppa del Mondo               | Stoccolma, Svezia              | [ 38 ] |
| 200 m                    | 1'49"11  |                 | Kaio de Almeida                                                                                                  | Brasile               | 10 novembre 2009  | Coppa del Mondo               | Stoccolma, Svezia              | [ 39 ] |
| Misti                    |          |                 | |                       |                   |                               |                                |        |
| 100 m                    | 51"83    | b               | Caio Pumputis | Brasile               | 28 agosto 2018    | Trofeo José Finkel            | San Paolo, Brasile             |        |
| 200 m                    | 1'52"06  |                 | Leonardo Santos                                                                                                  | Brasile               | 15 novembre 2020  | International Swimming League | Budapest, Ungheria             |        |
| 400 m                    | 4'00"63  |                 | Thiago Pereira                                                                                                   | Brasile               | 17 novembre 2007  | Coppa del Mondo               | Berlino, Germania              | [ 40 ] |
| Staffette a stile libero |          |                 | |                       |                   |                               |                                |        |
| 4x50 m                   | 1'25"28  |                 | César Cielo Filho (20"81) Nicholas Santos (21"01) Bernardo Novaes (21"65) Thiago Sickert (21"81)                 | Brasile (CR Flamengo) | 20 agosto 2012    | Trofeo José Finkel            | San Paolo, Brasile             | [ 41 ] |
| 4x100 m                  | 3'05"15  |                 | Matheus Santana (46"83) Marcelo Chierighini (46"37) César Cielo Filho (46"34) Breno Correia (45"61)              | Brasile               | 11 dicembre 2018  | Campionati mondiali           | Hangzhou, Cina                 |        |
| 4x200 m                  | 6'46"81  |                 | Luiz Altamir Melo (1'42"03) Fernando Scheffer (1'40"99) Leonardo Coelho Santos (1'42"81) Breno Correia (1'40"98) | Brasile               | 14 dicembre 2018  | Campionati mondiali           | Hangzhou, Cina                 | [ 42 ] |
| Staffette miste          |          |                 | |                       |                   |                               |                                |        |
| 4x50 m                   | 1'30"51  |                 | Guilherme Guido (23"42) Felipe França Silva (25"33) Nicholas Santos (21"68) César Cielo Filho (20"08)            | Brasile               | 4 dicembre 2014   | Campionati mondiali           | Doha, Qatar                    | [ 43 ] |
| 4x100 m                  | 3'21"14  |                 | Guilherme Guido (50"11) Felipe França Silva (56"73) Marcos Macedo (49"63) César Cielo Filho (44"67)              | Brasile               | 7 dicembre 2014   | Campionati mondiali           | Doha, Qatar                    | [ 44 ] |

Legenda:  - Record del mondo;  - Record americano;

Record non ottenuti in finale: (b) - batteria; (sf) - semifinale; (s) - staffetta prima frazione.

### Donne
| Gara                     | Tempo    | +  | Atleta | Nazionalità        | Data              | Evento                              | Luogo                 | Ref    |
| ------------------------ | -------- | -- | --- | ------------------ | ----------------- | ----------------------------------- | --------------------- | ------ |
| Stile libero             |          |    | |                    |                   |                                     |                       |        |
| 50 m                     | 23"76    |    | Etiene Medeiros | Brasile            | 16 dicembre 2018  | Campionati mondiali                 | Hangzhou, Cina        |        |
| 100 m                    | 52"45    |    | Larissa Oliveira | Brasile            | 26 agosto 2018    | Trofeo José Finkel                  | San Paolo, Brasile    |        |
| 200 m                    | 1'54"50  |    | Larissa Oliveira | Brasile            | 27 agosto 2018    | Trofeo José Finkel                  | San Paolo, Brasile    | [ 45 ] |
| 400 m                    | 4'03"45  |    | Maria Heitmann | Brasile            | 13 settembre 2022 | Trofeo José Finkel                  | Recife, Brasile       |        |
| 800 m                    | 8'08"02  |    | Kristel Köbrich | Cile               | 14 novembre 2009  | Coppa del Mondo                     | Berlino, Germania     | [ 46 ] |
| 1500 m                   | 15'48"32 |    | Delfina Pignatiello                                                                                                 | Argentina          | 21 luglio 2018    | Murrays All Saints Preparation Meet | Gold Coast, Australia |        |
| Dorso                    |          |    | |                    |                   |                                     |                       |        |
| 50 m                     | 25"67    |    | Etiene Medeiros | Brasile            | 7 dicembre 2014   | Campionati mondiali                 | Doha, Qatar           | [ 47 ] |
| 100 m                    | 57"13    | sf | Etiene Medeiros | Brasile            | 4 dicembre 2014   | Campionati mondiali                 | Doha, Qatar           | [ 48 ] |
| 200 m                    | 2'05"06  | b  | Andrea Berrino | Argentina          | 5 dicembre 2014   | Campionati mondiali                 | Doha, Qatar           | [ 49 ] |
| Rana                     |          |    | |                    |                   |                                     |                       |        |
| 50 m                     | 29"87    |    | Jhennifer Conceição                                                                                                 | Brasile            | 15 settembre 2022 | Trofeo José Finkel                  | Recife, Brasile       |        |
| 100 m                    | 1'05"06  |    | Julia Sebastián | Argentina          | 22 novembre 2020  | International Swimming League       | Budapest, Ungheria    |        |
| 200 m                    | 2'20"51  |    | Julia Sebastián | Argentina          | 21 novembre 2020  | International Swimming League       | Budapest, Ungheria    |        |
| Farfalla                 |          |    | |                    |                   |                                     |                       |        |
| 50 m                     | 25"54    | sf | Daynara de Paula | Brasile            | 4 dicembre 2014   | Campionati mondiali                 | Doha, Qatar           | [ 50 ] |
| 100 m                    | 56"31    |    | Daiene Dias | Brasile            | 16 dicembre 2018  | Campionati mondiali                 | Hangzhou, Cina        |        |
| 200 m                    | 2'04"01  |    | Joanna Maranhão | Brasile            | 7 novembre 2009   | Coppa del Mondo                     | Mosca, Russia         | [ 51 ] |
| Misti                    |          |    | |                    |                   |                                     |                       |        |
| 100 m                    | 1'00"21  |    | Joanna Maranhão | Brasile            | 13 settembre 2016 | Trofeo José Finkel                  | Santos, Brasile       | [ 52 ] |
| 200 m                    | 2'09"03  |    | Joanna Maranhão | Brasile            | 6 novembre 2009   | Coppa del Mondo                     | Mosca, Russia         | [ 53 ] |
| 400 m                    | 4'26"98  |    | Joanna Maranhão | Brasile            | 6 novembre 2009   | Coppa del Mondo                     | Mosca, Russia         | [ 54 ] |
| Staffette a stile libero |          |    | |                    |                   |                                     |                       |        |
| 4x50 m                   | 1'38"78  |    | Daiane Oliveira (25"11) Larissa Oliveira (24"18) Alessandra Marchioro (24"87) Daynara de Paula (24"62)              | Brasile            | 7 dicembre 2014   | Campionati mondiali                 | Doha, Qatar           | [ 55 ] |
| 4x100 m                  | 3'33"93  |    | Larissa Oliveira (53"46) Daynara de Paula (53"88) Daiane Oliveira (53"03) Alessandra Marchioro (53"56)              | Brasile            | 5 dicembre 2014   | Campionati mondiali                 | Doha, Qatar           | [ 56 ] |
| 4x200 m                  | 7'50''57 |    | Ana Carolina Vieira (1'58"34) Camila Mello (1'58"49) Andressa Cholodovskis (1'57"48) Maria Paula Heitmann (1'56"26) | Brasile            | 25 agosto 2018    | Trofeo José Finkel                  | San Paolo, Brasile    |        |
| Staffette miste          |          |    | |                    |                   |                                     |                       |        |
| 4x50 m                   | 1'46"47  |    | Etiene Medeiros (26"03) Ana Carla Carvalho (30"38) Daynara de Paula (25"68) Larissa Oliveira (24"38)                | Brasile            | 5 dicembre 2014   | Campionati mondiali                 | Doha, Qatar           | [ 57 ] |
| 4x100 m                  | 3'57"00  |    | Camila Lopes (1'00"10) Macarena Ceballos (1'06"76) Daiene Dias (57"02) Daiane Becker (53"12)                        | Brasile (Minas TC) | 15 settembre 2016 | Trofeo José Finkel                  | Santos, Brasile       | [ 58 ] |

Legenda:  - Record del mondo;  - Record americano;

Record non ottenuti in finale: (b) - batteria; (sf) - semifinale; (s) - staffetta prima frazione.

### Mista
| Gara                     | Tempo   | + | Atleta                                                                                               | Nazionalità | Data            | Evento              | Luogo       | Ref    |
| ------------------------ | ------- | - | --- | ----------- | --------------- | ------------------- | ----------- | ------ |
| Staffetta a stile libero |         |   | |             |                 |                     |             |        |
| 4x50 m                   | 1'29"17 |   | César Cielo Filho (20"65) João de Lucca (21"03) Etiene Medeiros (23"58) Larissa Oliveira (23"91)     | Brasile     | 6 dicembre 2014 | Campionati mondiali | Doha, Qatar | [ 59 ] |
| Staffetta mista          |         |   | |             |                 |                     |             |        |
| 4x50 m                   | 1'37"26 |   | Etiene Medeiros (25"83) Felipe França Silva (25"45) Nicholas Santos (21"81) Larissa Oliveira (24"17) | Brasile     | 4 dicembre 2014 | Campionati mondiali | Doha, Qatar | [ 60 ] |

Legenda:  - Record del mondo;  - Record americano;

Record non ottenuti in finale: (b) - batteria; (sf) - semifinale; (s) - staffetta prima frazione.